# 中国中央电视台中视购物频道
中国中央电视台中视购物频道，是中央电视台唯一的专业购物频道。中视购物频道依托央视品牌优势，整合开路、数字、网络组成的“三位一体”营销平台资源，打造无店铺销售通路，降低消费者购物成本，让消费者真正体验便携、舒适、安全的购物体验和生活方式。
2019年9月23日升级为高标清16:9同播，但卫星只上星标清信号，其中亚太6号C波段上星16:9同播版标清信号，台标为16:9格式，中星6B版于2019年10月4日调整为16:9节目画幅，台标依然保留4:3尺寸格式，且两版节目编排大为不同。